# Simon Vestdijk
Simon Vestdijk est un écrivain, traducteur et médecin néerlandais, né le 17 octobre 1898 à Harlingen et décédé le 23 mars 1971 à Utrecht. Il est l'auteur de romans, de poèmes et d'essais ainsi que de critiques musicales.

## Biographie
Simon Vestdijk est le fils de Simon Vestdijk Sr., professeur de gymnastique au HBS (lycée moderne) de Harlingen, et d'Anne Mulder. Il a grandi à Harlingen (Lahringen dans ses romans). Vestdijk a décrit sa jeunesse et ses années d'élève au HBS (trois années à Harlingen, deux années à Leeuwarden) dans les 8 volumes du roman-cycle autobiographique Anton Wachter. 
De 1917 à 1927, Vestdijk étudie la médecine à l'université d'Amsterdam, puis il exerce comme médecin généraliste et médecin naval jusqu'en 1932, année où il se voue entièrement à sa carrière d'écrivain. 
Pendant l'occupation allemande, il a été retenu en otage avec un tas d'autres intellectuels néerlandais (dans la prison de la police "Oranje Hotel" à Scheveningen, et à St. Michielsgestel), notamment parce qu'ils refusaient de se joindre à la Chambre de la Culture. Après la guerre, il s'est retiré à Doorn (province d'Utrecht).
Vestdijk vit pendant trente ans avec sa partenaire Ans Koster; puis il se marie en 1965 avec Mieke van der Hoeven. Malade depuis 1968, Vestdijk est décédé le 23 mars 1971 à Utrecht. Il est enterré au cimetière Nieuw Eykenduynen à La Haye. Depuis sa jeunesse, et jusqu'à sa mort, Vestdijk a lutté contre de graves dépressions.
Vestdijk était un auteur prolifique qui a écrit environ 200 livres, dont 52 romans. On a dit de lui, qu'« il écrit plus vite que Dieu ne peut lire » (Adriaan Roland Holst). Il a été nommé pour le prix Nobel pendant plusieurs années. Presque tous les prix littéraires néerlandais lui ont été décernés, notamment les prestigieux prix P.C.-Hooft (1950), prix Constantijn-Huygens (1955) et Prix des lettres néerlandaises (1971). 

## Traductions en français
- Retour à Ina Damman (Terug tot Ina Damman, 1934) roman.
- L'Ami brun (De bruine vriend, 1935), nouvelle.
- Meneer Visser's hellevaart, (1936) La Haye, Rotterdam : Nijgh & Van Ditmar, s. d.,  FRBNF33214660.
- La Vie passionnée de El Greco, roman de l’Espagne de l’Inquisition (Het vijfde zegel, 1936), traduit par Josse Alzin,  Paris : Intercontinentale du livre, 1957.
- L'Île au rhum, d'après le manuscrit de Richard Beckford relatant ses aventures en l'île de la Jamaïque de 1737 à 1738 (Rumeiland, Uit de papieren van Richard Beckford, behelzende het relaas van zijn lotgevallen op Jamaica, 1737-1738, 1940), roman.
- Les Voyageurs (De kellner en de levenden, 1949), roman, traduit par Louis Roelandt, Paris, Éditions universitaires, 1966.
- Le Jardin de cuivre (De koperen tuin, 1950), roman.
- Villanelle, poème, trad. de Dolf Verspoor, 1992.
- Un fou chasse l'autre (trad. de De redding van Fré Bolderhey (1948) par Spiros Macris, 2004).  (ISBN 2-85940-953-X)

## Filmographie
- Pastorale 1943 (Pays-Bas, 1978), film de Wim Verstappen, d’après le roman homonyme (1948), avec Frederik de Groot, Renée Soutendijk, Bernard Droog.
- Het verboden bacchanaal (Pays-Bas, 1981), film de Wim Verstappen, d’après le roman homonyme, avec Rijk de Gooyer, Geert de Jong, Siem Vroom, Pleuni Touw.